# 青年美術家連合
青年美術家連合（せいねんびじゅつかれんごう、略称：青美連）は、1953年3月に「パンとバラの会」（山下菊二、勅使河原宏、島田澄也、入野達弥、尾藤豊、桂川寛）、「エナージ」（山野卓造、池田龍雄、福田恒太ら）、「フォール」（吉村二三生、中谷貞彦ら）、日芸グループ（岡田愛子、中村宏ら）など若い美術家たちが横断的連携を求めて結成。研究会の開催、機関誌『今日の美術』、展覧会への出品などの活動を1956年まで行う。